# Drapetis mariae
Drapetis mariae is een vliegensoort uit de familie van de dansvliegen (Empididae). De wetenschappelijke naam van de soort is voor het eerst geldig gepubliceerd in 1953 door Steyskal.